# Austrosalomona falcata
Austrosalomona falcata är en insektsart som först beskrevs av Ludwig Redtenbacher 1891.  Austrosalomona falcata ingår i släktet Austrosalomona och familjen vårtbitare. Inga underarter finns listade i Catalogue of Life.